# Scherprechters in 's Hertogenbosch
De scherprechters of beulen behoorden in 's-Hertogenbosch, zoals in de meeste steden met stadsrechten en een eigen bestuur, tot de door de stad aangestelde ambtenaren, binnen het gerechtelijk apparaat.

## Geschiedenis
Hoewel 's-Hertogenbosch ongetwijfeld al sinds de organisatie van het stedelijk gerecht over een eigen scherprechter beschikte, is het slechts vanaf 1632 dat er zekerheid bestaat over de houders van deze bediening.
Zowel de eerst bekende scherprechter, Everts Van Oldenburg, als zijn opvolger Hans Kahle stamden uit Noord-Duitse (Sleeswijk-Holstein en Noordrijn-Westfalen) scherprechtersgeslachten. Ook de scherprechters Kleijne hadden hun wortels in Duitsland, meer bepaald in Saksen-Anhalt.
De Duitse naam Kahle werd vervormd tot Caale, Cale of zelfs Calle.
In 's-Hertogenbosch werden de doodsvonnissen voltrokken op het Marktplein. Vervolgens werden de lijken enige tijd opgehangen op de Vuchterheide, die als galgenveld dienstdeed.
Van 1632 tot 1742 bleef het ambt binnen dezelfde familie. Bij gebrek aan opvolgers ging het over op de familie Kleijne, die het uitoefende tot aan de afschaffing ervan.

## Lijst van scherprechters in Den Bosch
- 1632-1681: Pieter Everts van Oldenburg
- 1681-1705: Hans Jurrien Kahle
- 1705-1736: Johannes Caale
- 1737-1742: Johan Nanning
- 1742-1785: David Hendrik Kleijne (1715-1785), trouwde opeenvolgend met een lid van de scherprechtersfamilies Döring en Van Anholt
- 1785-1816: Johannes Libordius Kleijne (1750-1831), trouwde met zijn nicht Sophie Kleijne en met Maria van Anholt
- 1816-1851: Johann Hendrik Kleijne (1790-1864), trouwde met Cilia Cante. Ontving vanaf 1851 een staatspensioen.

## Genealogie van Oldenburg, Caale, Nanning
- Pieter Everts van Oldenburg (ca. 1600-1681) was een zoon van Mathias Everts van Oldenburg, scherprechter in Oldenburg (1614-1625).
  - Ernst Kahle (ca. 1640-1704) was scherprechter in Breda en was getrouwd met Aeltien Kleemann of Aaltje Clemens (1671-1729). Hij was een zoon van Henrich Kahle, scherprechter in Nordrhein-Westfalen.
  - Hans Jurrien Kahle (Rietberg 1644-1705) was een broer van Ernst. Hij werd in 1668 assistent van Pieter Everts van Oldenburg en trouwde met diens nicht, Catharina Everts van Oldenburg (ca. 1645-1705), dochter van Hans Everts van Oldenburg, die scherprechter was in Oldersum (1625-1631), Coevorden (1631-1650) en Groningen (1650-1660).
    - Jan Caale (1685-1736) werd in 1704 scherprechter in Breda in opvolging van zijn oom Ernst Kahle. Hij trouwde in 1705 met die zijn weduwe, en volgde kort daarop zijn vader op in Den Bosch.
      - Catharina Caale (1709-1737) trouwde met Johan Nanning (1707-1742), die zijn schoonvader opvolgde als scherprechter voor 's-Hertogenbosch. Hij was een zoon van Christiaen Nanning, hulpscherprechter in Zwolle (1699-1705) en scherprechter in Breda (1705-1709).